# Esperantská kultura
| Esperanto |  |
| |  |
| Jazyk |  |
| |  |
| - Akademie esperanta - Gramatika - Slovníky - Esperantologie - Abeceda - Číslovky - Fundamento - lernu! - Letní škola esperanta                                                                             |  |
| |  |
| Organizace |  |
| |  |
| - UEA - TEJO - E@I - EEU - SAT - Český esperantský svaz - Česká esperantská mládež - Esperantské kluby - Katolíci                                                                                           |  |
| |  |
| Dějiny |  |
| |  |
| - Ludvík Lazar Zamenhof - Časová osa - Buloňská deklarace - Ido-schizma - Krize ata/ita - Neutrální Moresnet - Interhelpo - Pražský manifest - Bona Espero - Esperantské město                              |  |
| |  |
| Kultura |  |
| |  |
| - Esperantská setkání - Pasporta Servo - Hudba - Rozhlas - Finvenkismus - Homaranismus - Kabei - Politika - La Espero - Stelo - Symboly (vlajka) - UK - IJK - Esperantista - Rodilí mluvčí - Zamenhofův den |  |
| |  |
| Literatura |  |
| |  |
| - Autoři - Esperantské časopisy - Esperantské slovníky - PIV - Wikipedie - KAEST |  |
| |  |
| Úhly pohledu |  |
| |  |
| - Propedeutická hodnota - Srovnání s idem - Srovnání s interlinguou - Reformy - Odpor vůči esperantu |  |

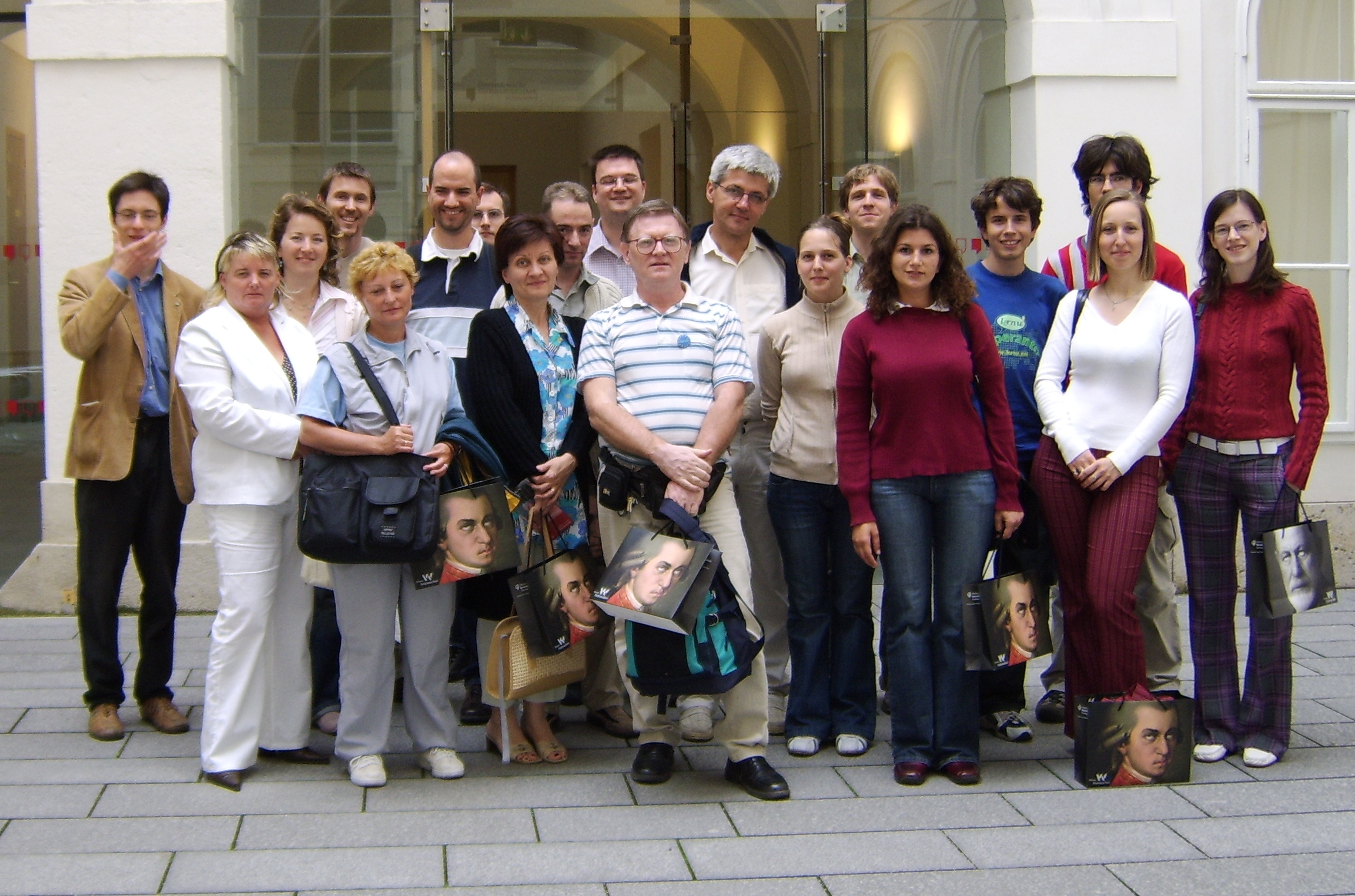
Setkání zástupců esperantistů z partnerských měst Vídně (Bratislavy, Brna a Budapešti).

Esperantská kultura je kultura okolo jazyka esperanto, pěstovaná komunitou uživatelů tohoto jazyka.
Podobně jako kultura národního jazyka je národní, kultura okolo mezinárodního jazyka je mezinárodní. Mezi kulturní hodnoty celosvětově sdílené příznivci esperanta se řadí mimo jiné tolerance, mezinárodní vztahy, esperantská literatura a hudba.
Roku 2017 z iniciativy UNESCO byl slaven 15. prosinec, 100. výročí narození autora esperanta Ludvíka Zamenhofa, jako významný den.

## Externí odkazy

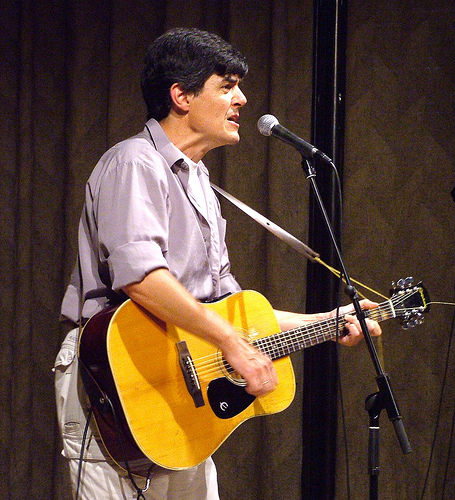
Zpěvák Jean-Marc Leclercq známý pod přezdívkou JoMo.